# 少女們向荒野進發
《少女們向荒野進發》是貴博企劃、Minatosoft（みなとそふと、港軟體）製作的Windows電腦遊戲，2016年3月25日發售。2015年10月宣佈電視動畫化，並在2016年1月開始播放。日文簡稱（shokomeza）。

## 概要
《少女們向荒野進發》是Minatosoft開發的遊戲，也是以美少女遊戲製作社團題材的校園戀愛作品。2013年12月27日，在《電擊G's magazine》2014年2月號上首次公開情報。和Minatosoft的第一作《妳是主人我是僕》及第二作《認真和我談戀愛！》不同，此遊戲不是十八禁遊戲。2015年10月30日，在《電擊G's magazine》2014年2月號上宣布電視動畫化，並在2016年1月7日開始播放。

## 故事簡介
北條文太郎並沒有「將來想要做什麼」這種明確的夢想，懷著隱約的焦躁感，他與朋友們熱鬧地度過每一天。某天，文太郎被自己有些在意的同學黑田砂雪拜託，希望讓他幫忙製作並發售美少女遊戲。兩人找到其它的同學並組成了遊戲製作團隊六波羅，一同向遊戲業這片無盡的荒野邁出了腳步。

## 登場角色

### 主要角色
北條文太郎（聲：山下誠一郎、長谷川暖（幼時））
學園2年級學生。對於未能找到「自己的夢想」，心中始終隱藏着對未來的不安。在團隊中撰寫劇本。
黑田砂雪（聲：千菅春香）
帶有神秘氣息的黑服少女。對遊戲產業知之甚詳。在團隊中包辦整體製作。
小早川夕夏（聲：花澤香菜）
文太郎青梅竹馬，開朗活潑、積極活躍。:從小就夢想着能成為演員，現在是逐漸獲得讚許從而備受期待的戲劇部新人。在團隊中為角色配音。
結城鶯（聲：佐藤聰美）
擅長繪畫的女孩，平時沒什麼主見，但涉及到繪畫時就會變得相當固執。是團隊中的美工人員。
安東映葉（聲：明坂聰美）
性格豪爽的腐女。在團隊中專職程式設計。
甲斐亞登夢（聲：豐永利行）
文太郎和夕夏的朋友。只對二次元的女孩子感興趣。沒有製作遊戲方面的天賦，但有管理團隊之才。

## 電視動畫

### 主題曲
片頭曲「WASTELANDERS」
作詞：松井洋平，作曲、編曲：，主唱：佐咲紗花
片尾曲
作詞：結城愛良，作曲、編曲：本田光史郎，主唱：黑田砂雪（千菅春香）、小早川夕夏（花澤香菜）、安東映葉（明坂聰美）、結城鶯（佐藤聰美）
插入曲（第4、9話）
作詞：松井洋平，作曲、編曲：AstroNoteS，主唱：黑田砂雪（千菅春香）

### 各話列表
| 話數   | 日文標題 | 中文標題                     | 劇本                                    | 分鏡             | 演出       | 作畫監督                                                   |
| ------ | -------- | ---------------------------- | --------------------------------------- | ---------------- | ---------- | ---------------------------------------------------------- |
| 第1話  |          | 追尋夢的少女                 | 綾奈由仁子                              | 佐藤卓哉、柳伸亮 | 安藤健     | 岡本達明                                                   |
| 第2話  |          | 這也是種青春                 | 綾奈由仁子                              | 伊藤達文         | 伊藤達文   | 渡邊奏、北山景子 服部憲治                                  |
| 第3話  |          | 這還是第一次                 | 關根亞由美                              | 所智一           | 所智一     | 石田啟一、都竹隆治 矢野茜                                  |
| 第4話  |          | 任性和減法的旋律             | 佐藤卓哉                                | 黑柳利允         | 佐佐木純人 | 柴田志郎、谷口繁則                                         |
| 第5話  |          | 風雨中的所見                 | 富田賴子                                | 西澤晉           | 岡部勇志   | 粟井重紀、加野晃                                           |
| 第6話  |          | 這就是所謂的福利回           | 富田賴子                                | 西澤晉           | 黑田晃一郎 | 小野晃、重國勇二 河野真也、興村忠美                        |
| 第7話  |          | 一如往日不同的你             | 綾奈由仁子                              | 井出安軌         | 荒井省吾   | 伊部由紀子、服部憲治                                       |
| 第8話  |          | 被困的夏天                   | 關根亞由美                              | 伊藤達文         | 川越崇弘   | 笠野充志、河野久美子 山口保則、櫻井木之實 門智明、渡邊奏   |
| 第9話  |          | 因為喜歡                     | 綾奈由仁子                              | 井出安軌         | 後信治     | 猿渡聖加 See Jung Duck                                     |
| 第10話 |          | 颱風襲來                     | 富田賴子                                | 西澤晉           | 上野史博   | 鳥山冬美、松下清志 Lim cheaduck                            |
| 第11話 |          | 這樣也許就是開始             | 綾奈由仁子                              | 所智一 井出安軌  | 前園文夫   | 菅原浩喜、相良理央 嘉村弘之                                |
| 第12話 |          | 少女們向荒野進發             | 關根亞由美                              | 井出安軌         | 川越崇弘   | 正金寺直子、門智明 服部憲知、松尾真彥 渡邊奏               |
| OVA    |          | 這應該稱作遊戲綑綁銷售策略吧 | 綾奈由仁子 佐藤卓哉 富田賴子 關根亞由美 | 齋藤德明         | 安藤健     | 出野喜則、園田高明 正金寺直子、河原久美子 水野隆宏、柳考相 |

### BD/DVD
| 卷數 | 發售日期      | 收錄話數        | 規格編號   | 規格編號   |
| 卷數 | 發售日期      | 收錄話數        | BD初回版   | DVD初回版  |
| ---- | ------------- | --------------- | ---------- | ---------- |
| 1    | 2016年3月25日 | 第1話 - 第2話   | 1000595834 | 1000595840 |
| 2    | 2016年4月27日 | 第3話 - 第4話   | 1000595835 | 1000595841 |
| 3    | 2016年5月25日 | 第5話 - 第6話   | 1000595836 | 1000595842 |
| 4    | 2016年6月22日 | 第7話 - 第8話   | 1000595837 | 1000595843 |
| 5    | 2016年7月27日 | 第9話 - 第10話  | 1000595838 | 1000595844 |
| 6    | 2016年8月24日 | 第11話 - 第12話 | 1000595839 | 1000595845 |

## 外部連結
- 少女們向荒野進發（遊戲官方網站）（日語）
- 電視動畫「少女們向荒野進發」官方網站 （页面存档备份，存于）（日語）
- 電視動畫「少女們向荒野進發」官方的X（前Twitter）（日語）